# Whisper (film)
Whisper is een Amerikaanse horrorfilm uit 2007 geregisseerd door Stewart Hendler.

## Verhaal
Max Truemont en zijn vriendin Roxanne willen graag op het rechte pad blijven, maar krijgen nergens voet aan de grond. Nadat Truemont een lening van de bank wordt geweigerd om een eigen zaakje te beginnen, gaat hij daarom toch in op het voorstel van zijn vriend Sydney Braverman. Samen met Vince Delayo ontvoeren de drie het achtjarige zoontje van een welgesteld gezin, David Sandborn. Dit doen ze voor een anonieme opdrachtgever, die hen een flinke beloning in het vooruitzicht stelt.
Wachtend op telefonisch bericht, nemen de drie mannen en Roxanne het jongetje mee naar een afgelegen landhuis. Aangezien het niet hun intentie is dat het jongetje wat overkomt, behandelen ze hem in eerste instantie zo zachtaardig als mogelijk is zonder hun eigen ruiten in te gooien. Sandborn blijkt alleen geen gewoon kind. Hij ziet dingen terwijl hij geblinddoekt is, weet dingen uit het verleden van de mannen die hij niet kan weten, roept wolven op uit het bos en beschikt over telepathische en telekinetische gaven. Het beheerste en beleefde mannetje toont hoe langer hoe meer zijn ware sinistere gezicht, wanneer hij het viertal tegen elkaar begint uit te spelen door onderlinge geheimen te onthullen en de vier vreemde ongelukken ten deel vallen.
Nadat initiatiefnemer Braverman dankzij een door Sandborn veroorzaakte hartaanval om het leven komt, neemt Truemont het telefoontje van de opdrachtgever aan. Deze wil de opdracht als mislukt beschouwen en afkappen, maar zegt toe nog een laatste keer te bellen op een aangegeven adres. Truemont gaat erheen en neemt de daar achtergelaten telefoon aan als die overgaat. Wanneer de anonieme opdrachtgever ophangt, vertrekt Truemont echter niet, maar blijft hij verdekt opgesteld afwachten wie de telefoon ophaalt. De opdrachtgever blijkt Catherine Sandborn, Davids moeder. De terreur van haar - naar blijkt geadopteerde - kind is al jaren aan de gang. Ze probeerde al van alles om hem te stoppen en hoopte het kind de dood in te kunnen jagen middels de ontvoerders. David wordt namelijk steeds sterker en moet gestopt worden voordat dat niet meer kan.

## Rolverdeling
- Josh Holloway: Max Truemont
- Sarah Wayne Callies: Roxanne
- Michael Rooker: Sydney Braverman
- Joel Edgerton: Vince Delayo
- Blake Woodruff: David Sandborn
- Dulé Hill: Detective Miles
- Erika-Shaye Gair: Jenny
- Teryl Rothery: Catherine Sandborn
- Rekha Sharma: Mora

## Trivia
- Erik Van Looy was de oorspronkelijke regisseur van de film, maar hield het na enkele weken voor gezien.
- De titel Whisper (Ned: 'fluister') slaat op het gegeven dat de ontvoerders Sandborns stem geregeld dingen 'in hun hoofd' horen fluisteren, terwijl hij niet lichamelijk aanwezig is.
- De film vertoont verhaaltechnisch sterke overeenkomsten met The Omen.